# Terrorangrebet den 11. marts 2004
Terrorangrebet den 11. marts 2004 var et angreb på tre lokaltog mellem Alcalá de Henares og Atochabanegården i Madrid. Omkring kl. 7:40 sprængtes 10 bomber i de fyldte morgentog. Angrebet skete præcis to et halvt år efter angrebet på World Trade Center i New York. Bomberne blev udløst af mobiltelefoner. 192 blev dræbt og omkring 2.050 såret.
Angrebet skete tre dage før parlamentsvalget i Spanien. Ministerpræsident José María Aznar erklærede samme dag, at den baskiske løsrivelses- og terrororganisation ETA stod bag sprængningene. Beviserne var dog ikke entydige, og mange vælgere tvivlede på Aznars resolutte udmelding. Det førte i Madrid til store demonstrationer mod regeringen, hvor vælgerne krævede svar og ærlighed. Deres skepsis kostede så mange stemmer, at Aznar efter valget måtte afgive posten til socialistpartiets José Luis Rodríguez Zapatero.

## Efterforskningen
Politiets undersøgelser afkræftede snart mistanken om, at ETA stod bag angrebet. I stedet blev mistanken rettet mod en islamistisk gruppe, og syv af dens medlemmer blev tre uger efter angrebet omringet i en lejlighed i en Madrid-forstad. Det lykkedes dog ikke at pågribe de mistænkte, da de sprængte sig selv i luften.
Senere blev flere andre formodet medskyldige arrresteret, og da retssagen blev indledt, var 28 under anklage. Der var tale om 27 mænd og én kvinde, der for hovedpartens vedkommende var unge islamister fra Nordafrika. Undersøgelser konkluderede, at gruppen tilsyneladende ikke var en del af al-Qaeda, men inspireret heraf.

## Retssag og domme
Retssagen blev påbegyndt i maj 2007, og de anklagede blev sigtet for fra mord over falskneri til konspiration og tilhørsforhold til en terrororganisation. Resultatet af efterforskningen fyldte 92.226 sider, og 31. oktober faldt dommene.
Af de 28 anklagede blev 21 kendt skyldige i en eller flere forbrydelser, og fire blev idømt fængsel på livstid. Syv blev frikendt, heriblandt en mand, der formodedes at være hjernen bag aktionen. Denne sad fængslet i Italien på domstidspunktet for at tilhøre en terrorgruppe.